# Paul De Groote
Paul De Groote, né à Bruxelles le 13 octobre 1905 et mort à Uccle le 23 février 1997, et un homme politique socialiste belge qui a été ministre du Rééquipement national (Gouvernement Huysmans), ministre de la Coordination économique et du Rééquipement national (Gouvernement Spaak III) et ministre de la Coordination économique (Gouvernement Spaak IV, sénateur, commissaire européen à l'EURATOM, professeur, président du Conseil d'administration de l'ULB.

## Biographie
Paul Hubert Marie De Groote, né le 13 octobre 1905 à Bruxelles, est le fils d'Hippolyte Degroote, fonctionnaire à la Banque nationale, et de Jeanne Huygen. Il se marie avec Marie Mideleer en janvier 1929.
Ayant achevé ses études secondaires en 1917 à l'Athénée de Bruxelles, Paul De Groote rejoint l'École de Commerce Solvay dont il sort diplômé  en 1926. Ses obligations militaires accomplies, il entame sa carrière à l'Union Nationale des Transports Fluviaux du Congo (UNATRA)  dont il dirige le service d'exploitation. Il rejoint ensuite l'Office d'Exploitation des Transports Coloniaux (OTRACO ) et devient secrétaire général du Comité de coordination des transports coloniaux par fer, par route, par eau et par air. Au vu de son expérience, il est nommé chargé de cours pour l'enseignement de la « Technologie des transports » à l'École de Commerce Solvay en 1935.
Lors de la Seconde Guerre mondiale, il est nommé professeur extraordinaire en 1941 à l'Université libre de Bruxelles (ULB) qui est contrainte de cesser cependant ses activités en novembre 1941. Il s'engage alors au sein du « Groupe G », un groupe de résistance lié à l'ULB. Son action au sein du mouvement de résistance est fort diversifiée : rapports sur les transports en territoire occupé destinés à Londres, opérations monétaires de conversion de dollars parachutés en francs belges, etc. Après la guerre, il est nommé lieutenant.
À la Libération en septembre 1944, Paul De Groote préside l'Office régulateur des transports puis l'Organisation européenne des transports intérieurs. Camille Huysmans l'appelle pour diriger le département du rééquipement national. L'année suivante il devient ministre de la coordination économique, un poste qu'il conservera jusqu'en 1949, année où il est coopté sénateur.
Les centres De Groote, qui portent son nom, ont été érigés sur base d’un décret qu’il élabora et qui est entré en vigueur le 30 janvier 1947. Ces centres étaient un des joyaux de la couronne afin de promouvoir les entreprises. Cette loi permettait aux fédérations des secteurs de créer de tels centres pour faire avancer la recherche industrielle collective. À présent, une dizaine de centres collectifs sont actifs dont CSTC, Centexbel, Sirris, CRR, etc. Ils sont réunis à l’Union des centres collectifs (UCRC).
Membre du conseil d'administration de l'ULB depuis 1946, il en assure la présidence de 1952 à 1958. Président du Conseil central de l'économie en 1955, il négocie les compensations à la suite des nationalisations d'avoirs belges en Syrie et en Égypte. L'année suivante il devient vice-président de la Commission nationale pour les études de l'utilisation pacifique du nucléaire, et en 1957 vice-président du Centre d'études de l'énergie atomique. En 1958 il accepte la charge de commissaire à la Commission de la Communauté Européenne à l'Énergie Atomique (EURATOM). Jusqu'en 1967 il y gère des questions liées à la recherche, l'industrie et la diffusion des connaissances.
Membre, entre autres, des conseils d'administration du Théâtre national de Belgique, du Comité belge de la ligue européenne de coopération économique, de la Fondation Hoover et de l'Union chimique du Katanga, Paul De Groote sera vice-président du Centre d'études de l'expansion économique, vice-président de la Société des Ciments du Katanga et président de la Société Travaux en béton au Katanga.
Dans ses temps libres, il est passionné d'escalade. Il accompagne son ami Haroun Tazieff sur les rochers de Freÿr. En 1937, il fait des ascensions dans la région de Zermatt. De 1950 à 1959, il assume la présidence du Club Alpin Belge  et, en 1952, il organise l'expédition franco-belge dans la cordillère blanche au Pérou qui aboutit à la première ascension de l'Alpamayo.

## Distinctions
- Officier de l'ordre de Léopold